# Antero Mertaranta
Lauri Antero Johannes Mertaranta, född 17 januari 1956 i Hyvinge, Finland, är en finsk sportkommentator och TV-personlighet samt före detta lärare. Han har även arbetat som brandman och är dessutom trummis i ett band kallat Anza Mertaranta Allstars.
Antero Mertaranta är mest känd för sitt energiska tillkännagivande i IIHF-VM i ishockey, särskilt när Finlands lag spelar.  Han har tillkännagett för varje VM-match som Finlands "Leijonat" (På svenska lejonen) har spelat sedan 1995. Förutom ishockey har Mertaranta även annonserat fotboll, friidrott och finsk baseboll.  Mertaranta spelade själv finsk baseboll i sin ungdom.
2001 började Mertaranta vara värd för ett sportfrågesportprogram som heter Se on siinä, uppkallat efter en av hans mest kända slagord: Se on siinä!  (Det var det!)
Innan sin sportreporterkarriär arbetade Mertaranta som musiklärare och brandman.  Han spelar trummor i ett band som heter Anza Mertaranta Allstars.  Bandet planerade för ett albumsläpp 2005 men har ännu inte släppt sitt debutalbum.